# ベナラ空港
ベナラ空港（ベナラくうこう,英語: Benalla Airport,(IATA: BLN, ICAO: YBLA)）は、オーストラリアビクトリア州ベナラ東部に位置する空港。ビクトリア・グライディング・クラブの本拠地でもある。